# Teresa Bandettini
Teresa Landucci Bandettini (también conocida por su nombre de la Academia de la Arcadia Amarilli Etrusca); (11 de agosto de 1763– 6 de abril de 1837) fue una bailarina Italiana, compositora de versos improvisados, y poeta, que es recordada como la Figurante Poetesca ("bailarina literaria").

## Vida
Nacida en 1763 en la región de la Toscana en la ciudad de Lucca, Bandettini proviene de una familia humilde. A los siete años quedó huérfana y será primeramente conocida como bailarina bajo el nombre de "Amarilli Etrusca".
Después de que Bandettini se casara con Lucchese Pietro Landucci, a quien había conocido en Imola en 1789, su carrera cambió y pasó de centrarse en el baile a hacerlo en la improvisación. Su especialidad era crear y construir versos a través de las sugerencias del público, que pagaban, para presenciar su entrega emocional y su proceso creativo. El talento de Bandettini, la llevó a encontrar un patrocinador, Ludovico Savioli. Savioli, le pagó la edición de un poema "Muerte de Adonis" que no solo fue impreso sino que fue ilustrado por Francesco Rosaspina. Bandettini era una compositora de versos improvisados y también una poeta. Igualmente, no es sorprendente, que por su pasado unido a la danza, fuera conocida como la bailarina literaria (Figurate Poetesca)  A pesar de que se publicaron dos obras de sus versos improvisados en 1801 y 1807, Bandettini prefería publicar obras de poesía que hubieran supuesto un mayor esfuerzo de composición.

## Legado
Bandettini está reconocida como una escritora importante. La poetisa italiana Maria Maddalena Morelli (Corilla Olimpica) dedicó parte de su obra póstuma a Bandettini. Se realizaron distintos cuadros de Bandettini, incluyendo una obra al óleo hecha por Angelica Kauffmann. Kauffman era miembro de la sociedad literaria italiana conocida como Academia de la Arcadia. Kauffman respetaba las habilidades de Bandettini, y creó para ella un retrato que le entregó en 1794. En 2002, se descubrió que el compositor Niccolò Paganini le había dedicado seis de sus sonatas.

## Trabajos parciales
- Rime varie, Venezia, 1786
- Poesie diverse, Venezia, 1788
- Viareggio, poem, Venezia, 1788
- Morte di Adone, poem, Modena, 1790
- Omaggio Poetico in Morte del Duca Antonio Di Gennaro Belforte Licofrone Trezenio, sonnet, Napoli, 1790
- Applausi Poetici per Padre Anton M. Majulli D'Aloys, song, Napoli, 1790
- In Lode del Defunto Agatopisto Cromaziano, Abate Appiano Bonafede, sonnet, Roma, 1794
- Il Polidoro, tragedy, Lucca, 1794
- In Morte d' Una Sua Figlia, sonnet, Lucca, 1794
- La Gratitudine alla Patria di Amarilli Etrusca, sonnet, Lucca, 1795
- Al Canonico Agostino Peruzzi, letter, Venezia, 1795
- Per le Nozze Cesarei Leoni – Leti, rhyme, Roma, 1796
- Montranito, poem, Lucca, 1798
- Canti Estemporanei di Amarilli Etrusca, raccolta of verse, Lucca, 1799
- Saggio di Versi Estemporanei, raccolta of verse, Pisa, 1799
- Saggio di Versi, raccolta of verse, Pisa, 1799
- Rime estemporanee, Verona, 1801
- La Teseide, poem, Lucca, 1805
- Poesie Varie, raccolta, Parma, 1805
- Rime contemporanee, Lucca, 1807
- A Maria Beatrice Cybo D'Austria, ode, Modena, 1808
- In Morte Di Saverio Bettinelli, raccolta, Mantova, 1808
- La Partenza del Figlio, elegy, Ferrara, 1808
- Per le Nozze Grillenzoni-Pensa, anthology, Ferrara, 1808
- Polidoro, tragedy, Venezia, 1808
- Rime, raccolta, Venezia, 1809
- La Caduta de' Giganti, tragedy, Modena, 1814
- Paralipomeni d'Omero di Quinto Calabro Smisneo trasportati in versi italiani da Teresa Bandettini Landucci, Modena, 1815
- Al Marchese Valerio Ciccolini Silenzi di Macerata, letter, Roma, 1816
- Paralipomeni d'Omero di Quinto Calabro Smisneo trasportati in versi italiani da Teresa Bandettini Landucci, riedizione, Livorno, 1818
- Frammenti d'una e più Novelle Romantiche, prose, Lucca, 1820
- Per le nozze di Carlo Ludovico Di Borbone con Maria Teresa Di Savoia, ode, Lucca, 1820
- II Giudizio d'Amore per le nozze di Massimiliano Maria Giuseppe Di Sassonia Con Luisa Carlotta Di Borbone, ode, Lucca, 1825
- Per le Nozze Mezzanotte Piceller, hymn, Perugia, 1827
- Rosmunda in Ravenna, tragedy, Lucca, 1827
- In Morte di Vincenzo Monti, verse, Lucca, 1830
- In Morte del Marchese Orazio Cappelli, verse, Lucca, 1831
- Applausi Poetici per Padre Francesco Finetti, sonnet, Lucca, 1832
- Versi, raccolta, Lucca, 1833
- Poesie Estemporanee di Amarilli Etrusca, Lucca, 1835
- In Morte di Cesare Lucchesini, song, Lucca, 1836
- In Morte di Lazzaro Papi, song, 1836
- In morte della Principessa Rospigliosi, song, 1836
- In Morte di Fulvia Oli Vari Fulcini, sonnet, 1837